# Малка-Поляна
Малка-Поляна (болг. Малка поляна) — село в Бургасской области Болгарии. Входит в состав общины Айтос. Находится примерно в 8 км к югу от центра города Айтос и примерно в 24 км к северо-западу от центра города Бургас. По данным переписи населения 2011 года, в селе  проживало 425 человек.

## Население
| Год     | 1934 | 1946 | 1956 | 1965 | 1975 | 1985 | 1992 | 2001 | 2011 |
| ------- | ---- | ---- | ---- | ---- | ---- | ---- | ---- | ---- | ---- |
| Жителей | 519  | 517  | 331  | 316  | 416  | 463  | 397  | 400  | 425  |

| Национальность | Человек | Процент |
| -------------- | ------- | ------- |
| болгары        | 9       | 2,13%   |
| турки          | 410     | 97,16%  |
| Всего ответов  | 422     |         |

|  |